# فيتال بوركيلمانز
فيتال بوركيلمانز (مواليد 1 يونيو 1963) هو لاعب كرة قدم معتزل . لعب مع منتخب بلجيكا لكرة القدم. سبق له أن لعب في كأس العالم لكرة القدم مع منتخب بلاده. وشغل دور المدير الفني للمنتخب الاردني.

## روابط خارجية
- فيتال بوركيلمانز على موقع الاتحاد الدولي (مؤرشف)  (الإنجليزية)
- فيتال بوركيلمانز على موقع الاتحاد البلجيكي (الإنجليزية)
- فيتال بوركيلمانز على موقع قاعدة بيانات كرة القدم.إي يو (الإنجليزية)
- فيتال بوركيلمانز على موقع ناشيونال فوتبول تيمز (الإنجليزية)
- فيتال بوركيلمانز على موقع عالم كرة القدم.نت (الإنجليزية)
- فيتال بوركيلمانز على موقع كووورة